# الدوري البحريني الممتاز 1977–78
الدوري البحريني الممتاز 1977-1978 هي النسخة الثانية والعشرين من الدوري البحريني الممتاز.

## نظرة عامة
توج البحرين باللقب.